# DNA-Reinigung

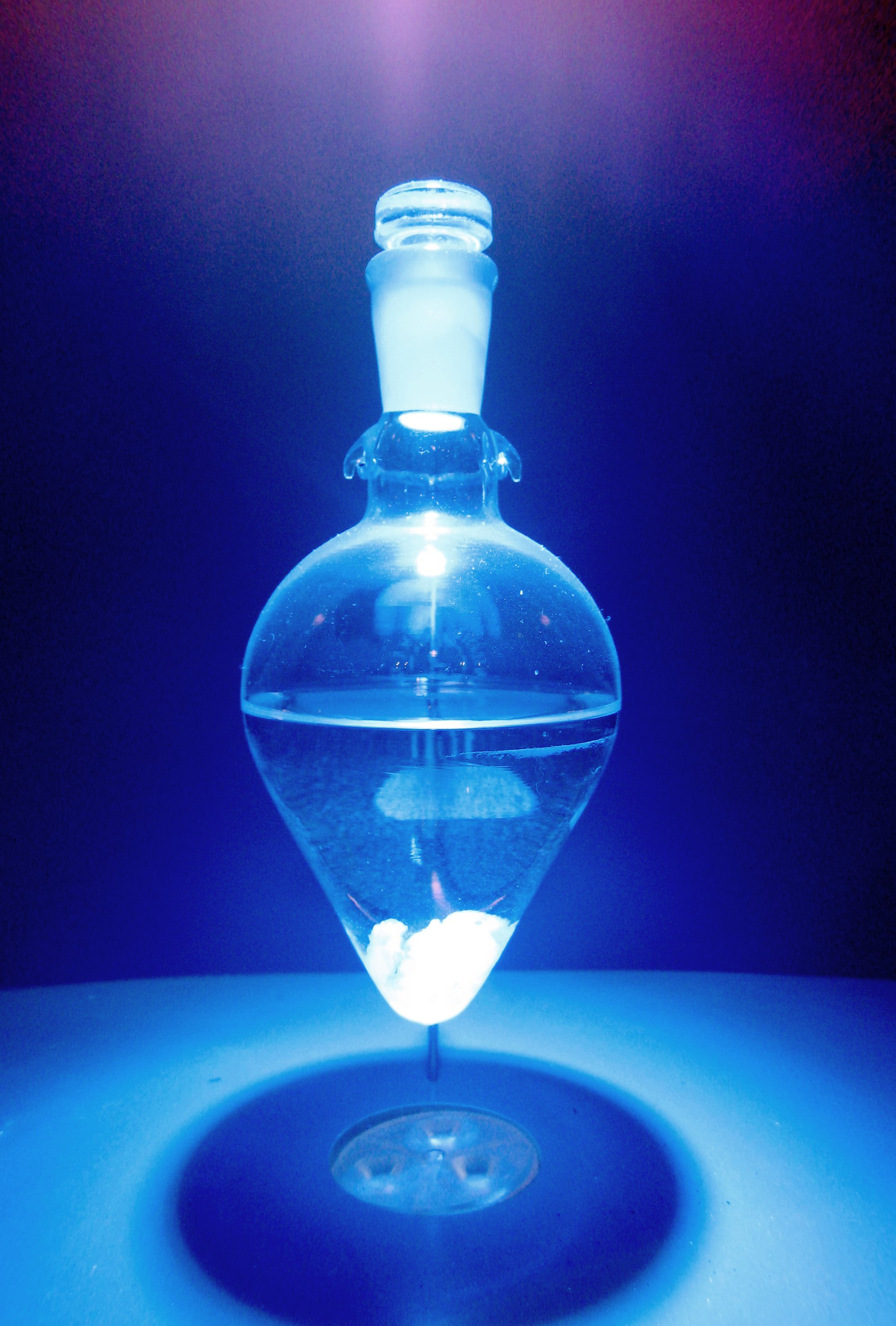
DNA-Fluoreszenz unter UV-Licht

Die DNA-Reinigung (auch DNA-Präparation, DNA-Isolierung) beschreibt die Trennung von DNA aus einem Gemisch oder einer Lösung, die mehrere Biomoleküle enthält.

## Prinzip
Die Reinigung von DNA kann durch verschiedene Methoden erreicht werden, die auch miteinander kombiniert werden können. Die DNA-Reinigung kann durch Anwendung unterschiedlicher Reinigungsmethoden erfolgen, deren Effektivität (die sinnvolle Aufeinanderfolge) und deren Effizienz (der Reinigungsgrad), mit analytischen Methoden verfolgt und quantifiziert wird. Bei der Wahl der Methoden wird nach der Kettenlänge und der Lokalisation inner- oder außerhalb der Zelle zwischen genomischer DNA, Plastiden-DNA, Plasmiden und viraler DNA unterschieden. 
Gewebe werden gelegentlich vor einem Zellaufschluss mechanisch (Standmixer) oder enzymatisch (Proteinase K) zerkleinert. Bei der Elektrophorese und der Chromatographie muss eine Probe nach einem Zellaufschluss zunächst filtriert oder zentrifugiert werden, da die Apparate durch die gröberen Bruchstücke verstopfen können. Zur Inaktivierung von Nukleasen werden meistens EDTA oder andere Chelatoren hinzugegeben und es wird zügig bei 4 °C gearbeitet, z. B. mit TE-Puffer und Reaktionsgefäßen im Eisbad.

## Eigenschaften der DNA
DNA besitzt aufgrund des Phosphoriboserückgrates negative Ladungen proportional zu ihrer Kettenlänge und ist aufgrund ihrer relativ hohen molaren Masse in saurer wässriger Umgebung unlöslich, da die Phosphatgruppen mit Protonen abgesättigt werden und sich in Folge die Hydrathülle und somit die Löslichkeit verkleinert. Ebenso ist DNA in unpolarer Umgebung (organisches Lösungsmittel) aufgrund der verkleinerten Hydrathülle und der niedrigeren Löslichkeit unlöslich. Aufgrund der ähnlichen Eigenschaften der RNA ähneln die Methoden zur RNA-Reinigung denen der DNA-Reinigung.
Im Vergleich zu intrazellulären Proteinen besitzt DNA eine deutlich höhere Molmasse, eine höhere Dichte und keine positiven Ladungen am Phosphoriboserückgrat. Aufgrund der konjugierten Doppelbindungen in den Nukleinbasen absorbiert DNA ultraviolettes Licht bei einer Wellenlänge von 260 nm, was zur photometrischen Quantifizierung eingesetzt wird. Dadurch können die Reinigungsfaktoren bestimmt werden. Eine Extinktion von 1 einer gereinigten DNA-Lösung entspricht bei doppelsträngiger DNA einer Konzentration von 50 Mikrogramm pro Milliliter, bei einzelsträngiger DNA oder RNA entspricht dies 40 Mikrogramm pro Milliliter und bei einzelsträngigen Oligonukleotiden 20 Mikrogramm pro Milliliter.

## Färbung
DNA kann durch verschiedene Färbemethoden sichtbar gemacht werden. Als Farbstoffe und Verfahren werden z. B. Methylenblau, Stains-all oder die Silberfärbung eingesetzt. Fluoreszenzfarbstoffe sind z. B. 4′,6-Diamidin-2-phenylindol, Bisbenzimide wie Hoechst 33342 oder Phenanthridine wie Acridinorange, Ethidiumbromid, Propidiumiodid, Chinaldin, Gel Red oder Gel Green. Weitere DNA-bindende Moleküle sind z. B. Spermin, Spermidin, Polyethylenimin, Pentamidine und Lexitropsine und DNA-bindende Proteine.

## Trennverfahren

In der SEC eluieren große Partikel wie DNA und Polysaccharide vor Kleinen (z. B. Proteine, Metaboliten)

### DNA-Extraktion
Eine Serie aus Extraktionen und Fällungen ist vermutlich das meistverwendete Verfahren.

### Chromatographie
DNA kann durch Größenausschlusschromatographie (SEC) anhand ihres hydrodynamischen Volumens getrennt werden. Ebenso kann DNA durch Anionenaustauschchromatographie separiert werden.

### Sedimentation

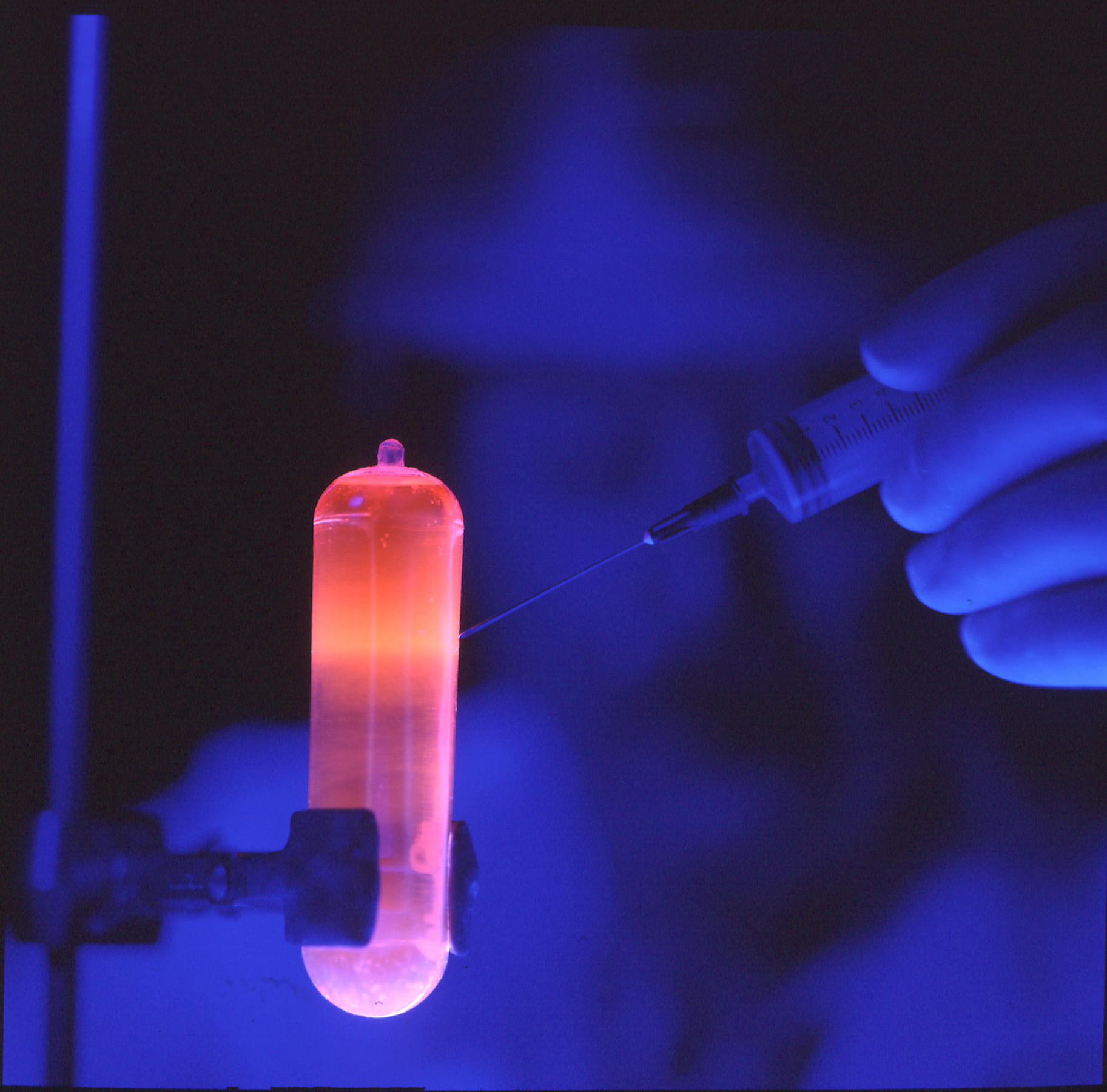
Fluoreszenz von DNA mit Ethidiumbromid im Cäsiumchlorid-Gradienten

Durch Dichtegradientenzentrifugation in einem Cäsiumchlorid-Gradienten kann DNA aufgrund ihrer Sedimentationskonstante getrennt werden.
Durch Pulldown-Assays wie der Chromatin-Immunpräzipitation werden DNA-Moleküle anhand ihrer Affinität an eine Matrix adsorbiert und anhand der Eigenschaften der Matrix isoliert.

### Elektrophorese
Die DNA kann nach einer anderen vorangehenden Reinigung per Agarose-Gelelektrophorese oder per Kapillarelektrophorese nach ihrer elektrischen Ladung und ihrem hydrodynamischen Volumen aufgetrennt werden, welche beide von der Kettenlänge und somit von der Molmasse abhängen.

### Filtration
Bei einer Serie von einer Mikrofiltration und mehreren Ultrafiltrationen werden Proben ebenfalls nach ihrem hydrodynamischen Volumen getrennt.

## Quantifizierung
DNA kann per Photometrie oder per QPCR quantifiziert werden.